# 全逓東京中郵事件
全逓東京中郵事件（ぜんていとうきょうちゅうゆうじけん）とは、公務員の労働基本権の制限が問題とされた日本の刑事事件。
最高裁判所1966年昭和41年10月26日大法廷判決は、憲法判例として著名である。

## 内容

### 公判請求に至るまで
1958年の春闘の際、郵政従業員で組織する労働組合である全逓信労働組合（全逓）の幹部らが、同闘争を有利に展開するため、東京中央郵便局で郵便物を取り扱っている職員に対し、勤務時間内に職場集会に参加するよう説得し、この説得を受けて複数の職員が現に職場を離脱した。
東京地方検察庁は、同幹部らの行為は、同郵便局の職員に対し、郵便法第79条第1項に規定する郵便物の取扱いをしない等の罪の教唆を行ったものとして、東京地方裁判所に公訴を提起した。

### 下級審
東京地裁で公判が開かれ、検察は本件は郵便法第79条違反の教唆だけを主張し、共同正犯の主張はしない旨附陳した上で、全逓幹部8人に対して懲役6ヶ月から懲役3ヶ月の求刑をした。1962年5月30日に東京地裁は1958年3月20日午前2時30分頃から宿直勤務中もしくは休憩中の職員38名が職場大会に参加のため許可なく職場を離脱し、郵便物の取り扱いをしなかったこと、それが全逓の指令に基づく争議行為としてなされたものであると認めて、郵便法第79条に言う不取扱罪の構成要件にあたるとしたが、単純な同盟罷業など一般の私企業の労働者が行う場合は正当とされるような行為はそれが郵便法のような他の刑罰法規に触れる場合でもなお労働組合法第1条第2項の刑事免責の適用があると判断し、本件職場大会は労働組合法第1条第2項により正当性を与えられている範囲を逸脱していない単純な同盟罷業であるとして可罰性がなくこれを教唆しても無罪であるとし、全逓幹部8人に無罪判決を言い渡した。
1963年11月27日に東京高裁は公共企業体等労働関係法違反の争議行為には正当性の限界如何を論ずる余地は無く、労働組合法第1条第2項の刑事免責の適用はないから、原判決は法令解釈を誤り破棄を免れないとして、原判決破棄と東京地裁への差戻しを言い渡した。
弁護人は上告した。

### 最高裁
最高裁において大法廷が開かれることになった。長部謹吾裁判官は最高検次長検事時代に一審無罪判決の控訴申し立てを指揮する検察官の職務を行ったとして回避された。
1966年10月26日、最高裁大法廷は東京高裁判決を破棄し、東京高裁に差し戻す判決を言渡し、労働基本権を重視する判例となった。票決は割れ、多数意見は8人、少数意見は4人であった。
以下は多数意見の概要である。
- 公共企業体の職員はもとよりのこと、国家公務員や地方公務員も憲法第28条にいう勤労者であるから、原則的にはその保障をうける。ただ、公務員またはこれに準ずる者についてはその担当する職務の内容に応じて私企業の労働者と異なる制約を内在しているに留まる。そこで「労働基本権制限は合理性の認められる最小限度のものに留めなければならない」「勤労者の職務又は業務の停廃が国民生活全体の利益を害し、国民生活に重大な障害をもたらすおそれのあるものについて、必要止むを得ない場合について労働基本権の制限が考慮される」「労働基本権の制限違反に伴う法律効果については必要な限度をこえないよう十分に配慮されるべきであり、特に争議行為等に刑事制裁を科するときは必要やむをえない場合に限られる」「労働基本権を制限することがやむをえない場合にはこれに見合う代償措置が講じられなければならない」とした諸点を考慮に入れ慎重に決定する必要がある。
- 郵便業務は独占的なものであり、国民生活全体との関連性が極めて強く、業務の停廃は国民生活に重大な障害をもたらすおそれがあるから、その争議行為を禁止し、違反者に不利益を課しても、その不利益が前述の基準に照らして必要な限度をこえない合理的な物である限り違憲無効ではない。
- 公共企業体等労働関係法の適用がある職員の争議行為が職員の労働条件の向上のためではなくて政治目的のために行われる場合、暴力が伴う場合、社会通念に照らして不当に長期に及ぶ時のように国民生活に重大な障害をもたらす場合には正当性の限界をこえるものとして刑事制裁を免れないが、労働条件の向上のために行われる単純不作為の争議行為の場合には刑事制裁の対象とはならない。

以下は奥野健一、草鹿浅之介、石田和外3人の反対意見である。
- 公共企業体等労働関係法が一切の争議行為を禁止しているのは合憲であり、これに違反してなす争議はすべて違法であり、正当性を有しない。いやしくもある法律によって一切の争議行為が禁止され違法とされている以上、他の法域においてそれが適法と言うことは許されない。行為の違法性はすべての法域を通じて一義的に決せられるべきものである。

以下は五鬼上堅磐の反対意見である。
- 郵便法第79条の適用を労働争議の場合とそうでない場合と区別して解釈することはできない。政令201号はその執行後も従前の行為について罰則の適用をすることを改正国家公務員法の附則で規定しているのだから、公共企業体等労働関係法ができたからといって一切の刑事罰から解放する趣旨ではない。

### その後
最高裁判決によって差し戻された事件は、再び東京高裁に係属したが、1967年9月6日に全逓幹部8人に対して無罪判決を言渡し、確定した。